# Oxo (voorvoegsel)

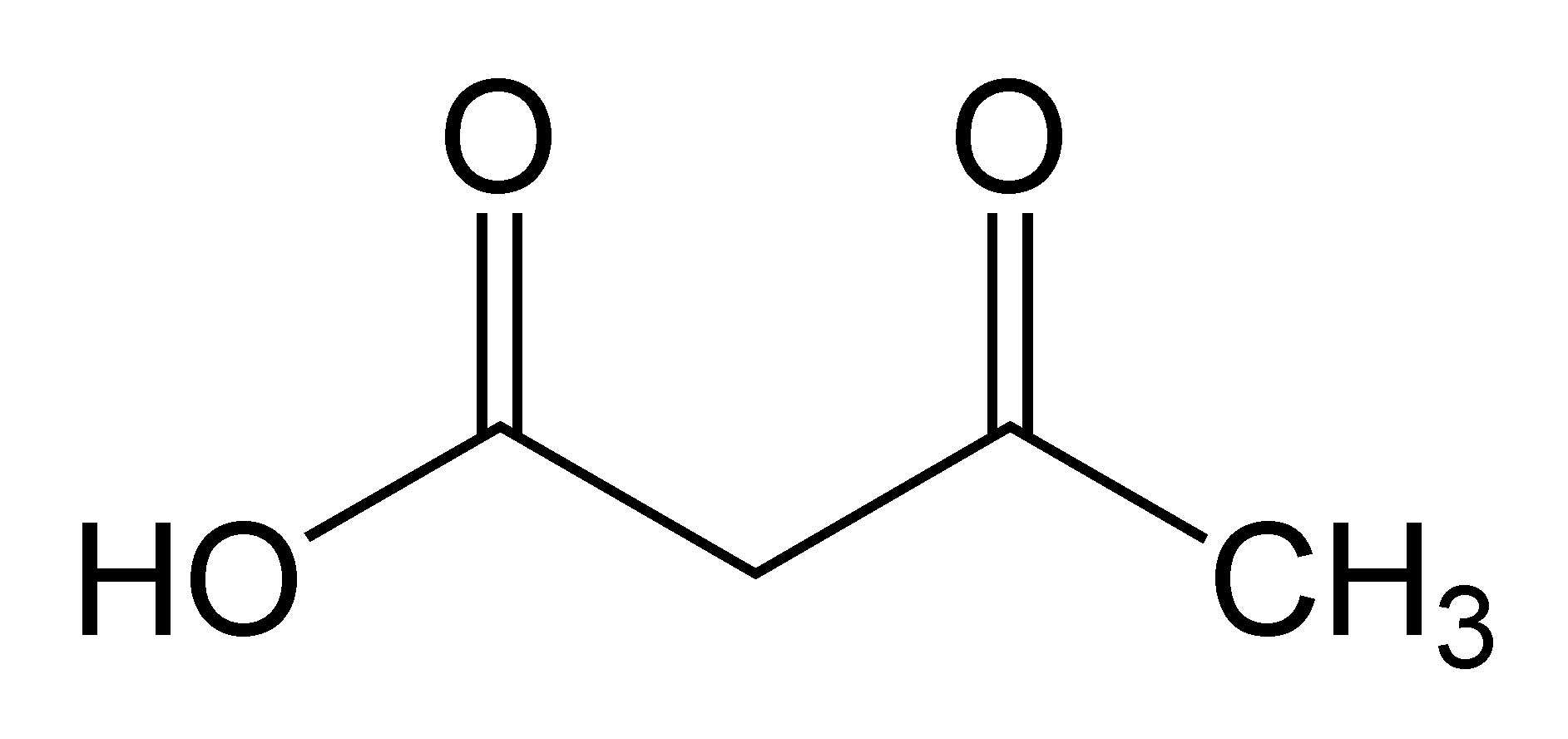
De rechter carbonylgroep wordt door het voorvoegsel oxo aangegeven, terwijl de linker deel uitmaakt van de carboxygroep.

Het voorvoegsel oxo wordt in de organische chemie gebruikt om aan te geven dat er in de molecule een dubbel aan koolstof gebonden zuurstofatoom voorkomt (een carbonylgroep). Omdat de dubbel gebonden zuurstof-functie vrij hoog in de hiërarchie van naamgeving staat, komt het voorvoegsel eigenlijk alleen voor als de molecule ook een zuurgroep bevat. Het bekendste voorbeeld is waarschijnlijk 3-oxobutaanzuur, dat echter beter bekend is als acetylazijnzuur of acetoazijnzuur.